# انتشارات دانشگاه کارولینای جنوبی
انتشارات دانشگاه کارولینای جنوبی (به انگلیسی: University of South Carolina Press) انتشارات آکادمیکی است که با دانشگاه کارولینای جنوبی همکاری می‌کند. این انتشارات در سال ۱۹۴۴ بنیانگذاری شده‌است.